# Fiesta Nacional del Mate
La Fiesta Nacional del Mate es una festividad realizada en Argentina para celebrar el consumo de la tradicional infusión mate. Es una fiesta popular dedicada al folclore rioplatense, que se destaca por su accesibilidad y tiene como centro de la convocatoria al mate, bebida autóctona del Litoral argentino y consumida en todo el Cono Sur.
Se realiza en la ciudad de Paraná, provincia de Entre Ríos (Argentina), entre los meses de enero y febrero. Existen otras fiestas similares en Colonia Italiana (provincia de Córdoba) entre agosto y septiembre y también se ha empezado a celebrar en Uruguay durante febrero en el departamento de San José.

## Historia
La Fiesta Nacional del Mate de Paraná comenzó a realizarse a mediados de los años 1980, con el regreso de la democracia al país. El evento fue organizado por la Asociación Civil "Centro Comunitario Solidaridad", creada por los militantes peronistas Luis “Pacha” Rodríguez y José Cáceres. La Asociación y la Fiesta crecieron en paralelo como un punto de reunión de los vecinos de uno de los barrios más populosos de la ciudad.
La primera edición de la Fiesta Nacional del Mate se realizó en el Club Echagüe de Paraná. La misma se destacó por la lluvia y la escasa concurrencia. El espíritu de las primeras ediciones era el de un evento familiar, donde los vecinos concurriesen con sus sillones y su mate a escuchar a artistas locales.
Poco a poco la fiesta fue creciendo y se trasladó a la esquina de Boulevard Racedo y Avda. de las Américas donde creció su popularidad entre los vecinos. Cuando este espacio fue insuficiente se trasladó al Club Talleres. En este punto la fiesta ya era un punto de referencia para los entrerrianos y visitantes de otras provincias. La organización del evento era un trabajo solidario donde los vecinos se involucraban de forma voluntaria. Desde 1995 es considerada Fiesta Nacional.
En el año 2011, la Comisión Directiva decidió el traspaso de la Fiesta a la órbita de la Municipalidad de Paraná. Así sucedió durante dos ediciones, pero en 2013, el Centro Comunitario Solidaridad, volvió a ser parte de la organización de la fiesta en forma conjunta con el municipio.

## Formato
- Diciembre-enero: Pre-mate, concurso de bandas locales para elegir las que tocarán en la FNM
- Enero-febrero: Fiesta Nacional del Mate 
  - Presentación de artistas nacionales y locales
  - Concurso de Cebadores[1]

## Artistas destacados
Algunos de los artistas destacados que se han presentado en la fiesta:
- Los Nocheros
- Tarragó Ros
- El Chaqueño Palavecino
- Rubén Patagonia
- Horacio Guarany
- Los Carabajal
- No te va a Gustar
- Jairo
- Los Tekis
- Ráfaga
- Soledad Pastorutti
- Bersuit Vergarabat
- Abel Pintos
- Luciano Pereyra
- Los Típicos
- Zezé de Camargo y Luciano
- La Konga
- Pedro Aznar
- Rubén Rada
- La Mosca
- Víctor Heredia
- Jorge Rojas
- Axel
- Mario Pereyra
- Los Palmeras
- La Delio Valdez
- Los Auténticos Decadentes
- Conociendo Rusia
- La Mona Jiménez
- Miranda!
- Zoe Gotusso
- El Kuelgue
- Luck Ra
- Juan Fuentes